# Sven Lundblad (översättare)
Sven Lundblad, född den 3 december 1789 i Bällefors socken i Skaraborgs län, död den 9 mars 1860 i Vånga socken, samma län, var en svensk präst och översättare. Han var son till Gustaf Lundblad och svärfar till Fredrik Landahl.
Lundblad blev student vid Uppsala universitet 1806 promoverades till filosofie magister där 1812 och blev docent 1814. Han studerade vid universitetet i Kristiania 1815 och 1816. Lundblad blev gymnasieadjunkt i Stockholm 1822. Han avlade präst- och pastoralexamen 1829 samt prästvigdes i Stockholm samma år. Lundblad blev kyrkoherde i Broddetorps församling av Skara stift 1831 och kyrkoherde i Vånga församling av samma stift 1850. Han blev prost 1835, var riksdagsman i prästeståndet 1840–1854, blev ledamot av Nordstjärneorden 1850 och var utsedd till preses vid prästmötet 1859.